# Broche
Para outra definição desta palavra, veja: Felação.

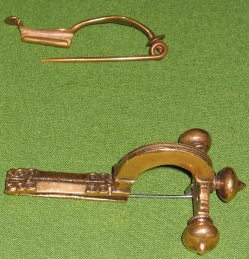
Réplicas. Acima: broche da cultura de La Tène. Abaixo: broche romano do século IV a.C.

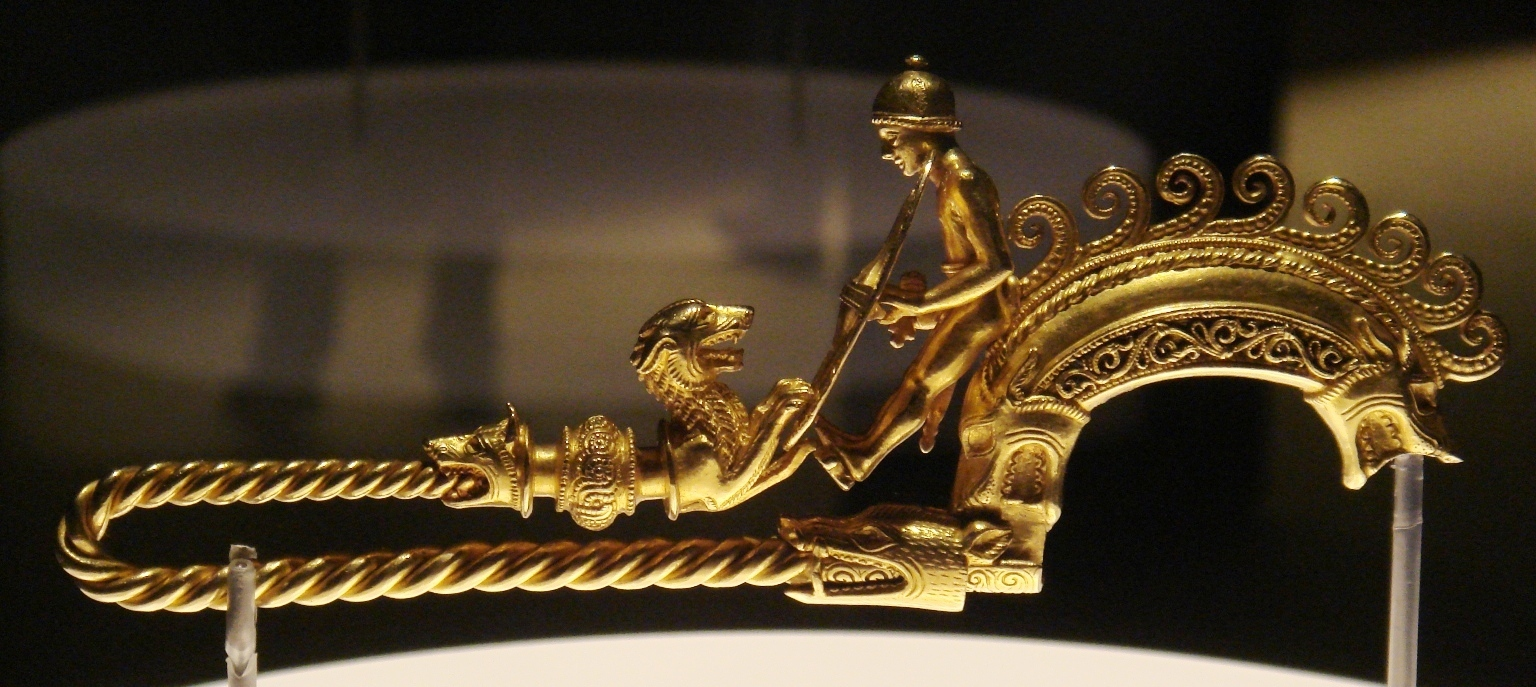
Fíbula Bragança, Museu Britânico

Broche é um acessório (ou joia) decorativo projetado para ser preso ao vestuário. É usualmente feito de metal, frequentemente prata ou ouro, mas, em alguns casos, bronze, aço ou algum outro material. Os broches são frequentemente decorados com esmalte vítreo ou com pedras preciosas e podem ser utilizados unicamente como ornamento ou ter também uma função prática como prendedores: num manto, por exemplo.
Utilizam-se, muitas vezes, para fins de publicidade e propaganda, distribuídos como brindes. Estes são de custo relativamente baixo, devido a serem fabricados em aço, ferro ou alumínio e terem apenas plástico e papel na "face". Muitos destes são também são comumente chamados de bótons ou "bottons".
Broches eram muito usados na Antiguidade. Entre os romanos recebiam o nome, em latim, de fibula.